# Theronia arrosor
Theronia arrosor är en stekelart som först beskrevs av Tosquinet 1903.  Theronia arrosor ingår i släktet Theronia och familjen brokparasitsteklar. Inga underarter finns listade i Catalogue of Life.